# Taonoui
Dans la mythologie polynésienne, Taonoui est une divinité, mère de Fati et de toutes les étoiles par son union avec Roua. Elle est plus spécifiquement révérée dans l'Archipel de la Société.